# George D. Robinson
George Dexter Robinson, född George Washington Robinson 20 januari 1834 i Lexington, Massachusetts, död 22 februari 1896 i Chicopee, Massachusetts, var en amerikansk republikansk politiker. Han var ledamot av USA:s representanthus 1877–1884 och guvernör i delstaten Massachusetts 1884–1887.
Robinson studerade vid Harvard University och arbetade sedan som lärare i nio år. Därefter studerade han juridik och inledde 1866 sin karriär som advokat i Massachusetts. År 1877 efterträdde han Chester W. Chapin som kongressledamot.
År 1884 efterträdde han sedan Benjamin Franklin Butler som guvernör och efterträddes 1887 av Oliver Ames.